# Христоріздвяна церква (Грахово)
Христоріздвя́на це́рква (Церква Різдва Христового) — церква в селі Грахово, районного центру Удмуртії, Росія. Відноситься до Можгинського благочинного округу Іжевської єпархії.
Парафія села Грахово була відкрита указом Священного Синоду від 31 березня 1836 року. Після відкриття колишня каплиця перетворена в церкву і освячена в ім'я Появи Ікони Казанської Божої Матері. Кам'яний храм збудований і освячений 7 липня 1850 року з старою назвою. 7 липня 1862 року був освячений престол в холодному храмі в ім'я Різдва Христового, 1869 року теплий престол був ліквідований. Так залишився тільки один, холодний престол, який і дав нову назву церкві.
Згідно з постановою Президії ЦВК Удмуртської АРСР від 10 грудня 1935 року церква була закрита, будівля була віддана під клуб. У 2002 році храм був відновлений. Настоятель храму — протоієрей Геннадій Філіппов.